# Jean-Marie Claveau
Pour les articles homonymes, voir Claveau.
Jean-Marie Claveau est un homme politique québécois. Il a représenté la circonscription de Dubuc à l'Assemblée nationale du Québec de 2012 à 2014 sous la bannière du Parti québécois.

## Biographie
Jean-Marie Claveau est titulaire d'un baccalauréat en administration de l'Université du Québec à Chicoutimi en 1975.
À Emploi et Immigration Canada, il a occupé consécutivement les postes d'agent de projets, analyste de programmes, superviseur, directeur de services et coordonnateur des programmes et mesures d'emploi de 1978 à 1998. Il est responsable des ressources externes à Emploi-Québec de 1998 à 2012.
Maire de la petite municipalité de Saint-Félix-d'Otis depuis 30 ans et préfet de la MRC du Fjord-du-Saguenay depuis 2002, Claveau a annoncé sa candidature à l'investiture du Parti québécois dans Dubuc en mars 2012. Bénéficiant de l'appui de l'exécutif de l'association péquiste de la circonscription, il a défait la conseillère municipale de La Baie Martine Gauthier en avril.
Donné largement en avance dans les sondages d'opinion sur le député et ministre sortant Serge Simard, le candidat péquiste a défait son adversaire libéral par 4 265 voix lors de l'élection générale du 4 septembre 2012.
Il est battu par Simard lors de l'élection de 2014.